# Metropolitalne Wyższe Seminarium Duchowne we Wrocławiu

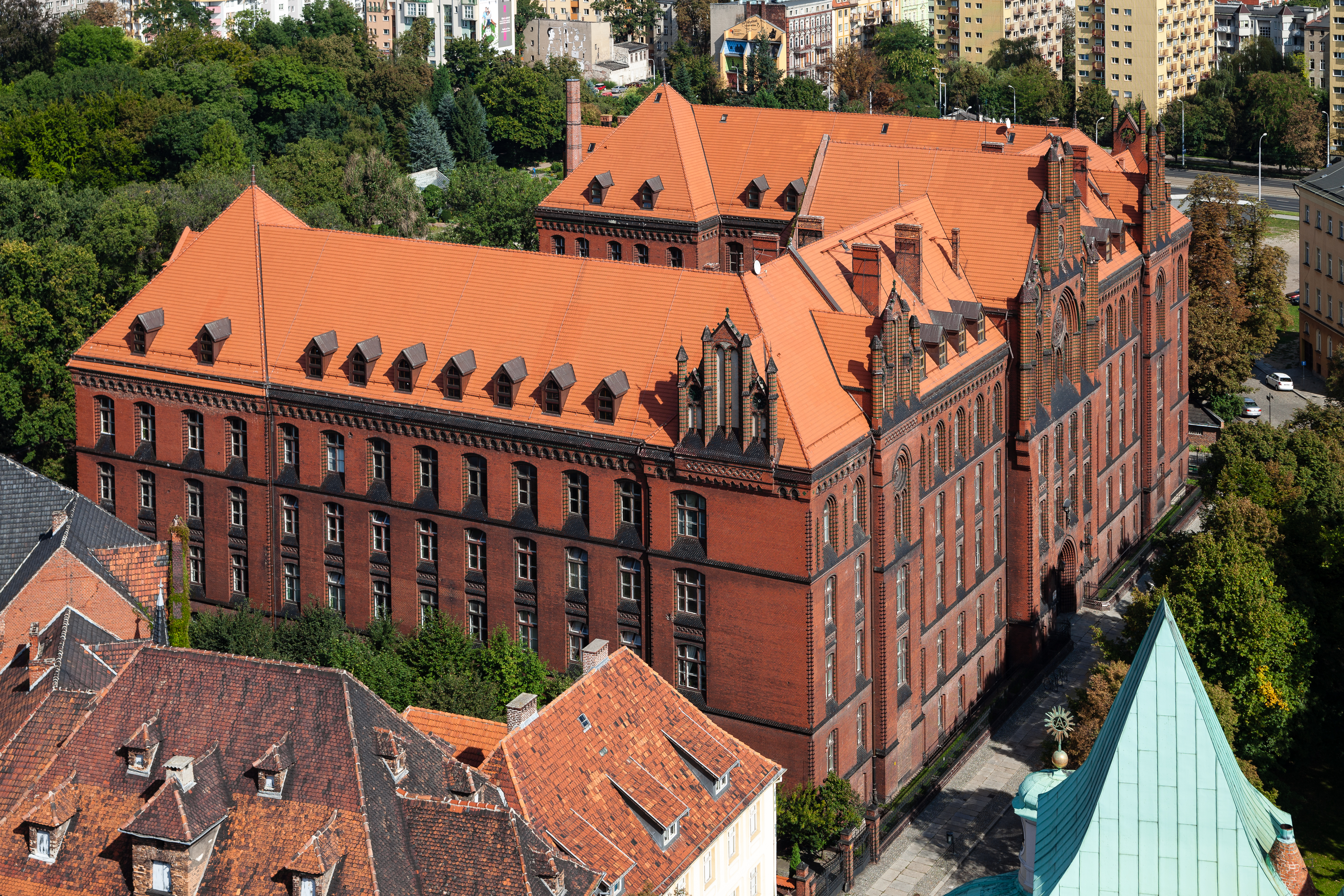
Neogotycki budynek Seminarium oddany w 1894 – widok z wieży archikatedry

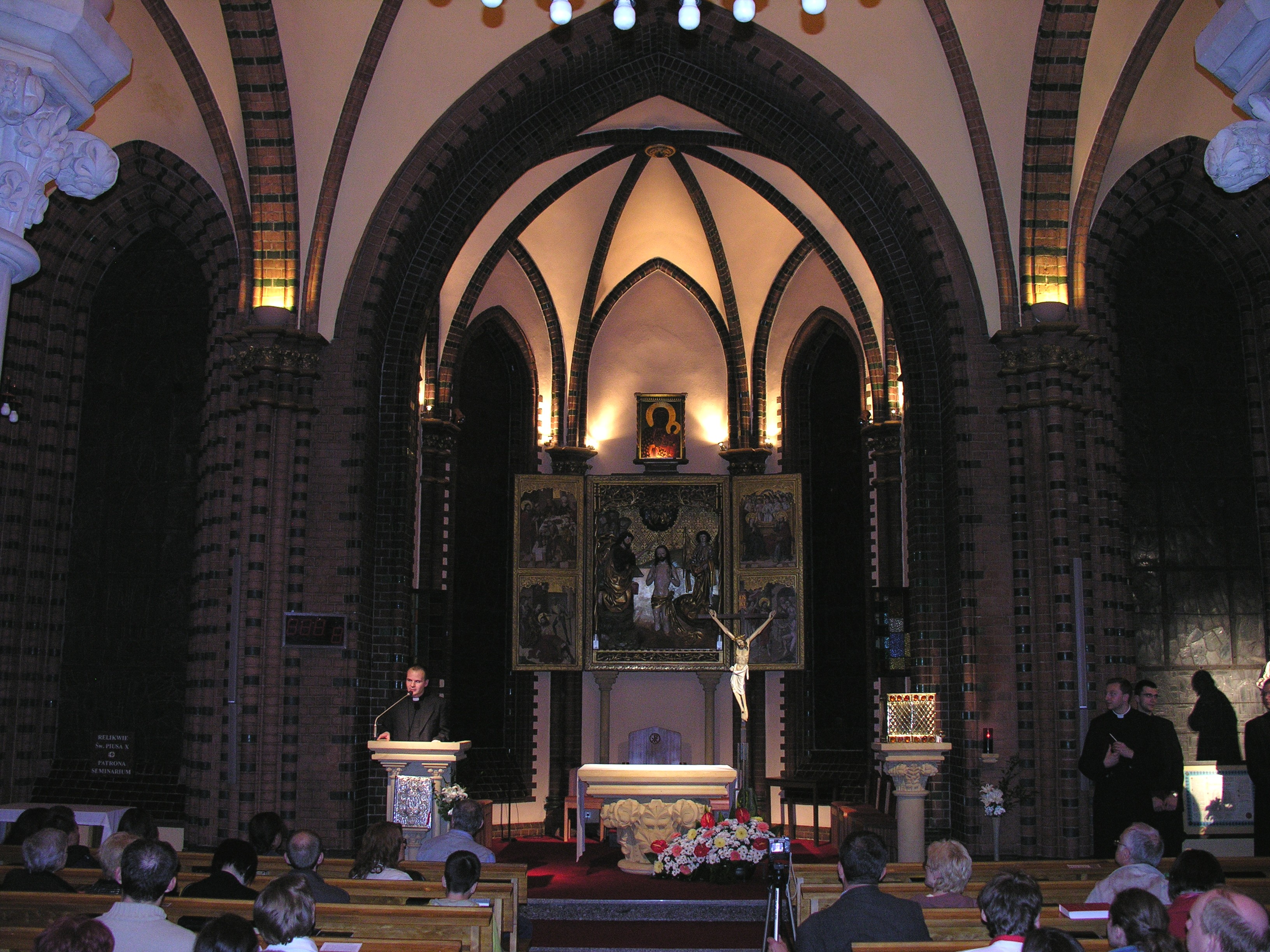
Kaplica w budynku seminarium

Metropolitalne Wyższe Seminarium Duchowne we Wrocławiu – seminarium duchowne we Wrocławiu, kształcące księży katolickich dla archidiecezji wrocławskiej.

## Historia
Utworzone przez bpa Kaspra z Łagowa w październiku 1565 w wyniku realizacji uchwał Soboru Trydenckiego. Formowało wówczas powołanych do kapłaństwa od Śląska Cieszyńskiego aż po Brandenburgię. Pierwszym rektorem seminarium był kanonik dr Teodor Lindanus. Pierwsi alumni zamieszkali w jednym z budynków kapitulnych, a na wykłady uczęszczali do kościoła św. Marcina. W 1572 wybudowano dla alumnów specjalny budynek nad Odrą, tzw. Alumnat. W 1575 wrocławski biskup Marcin Gerstmann, chcąc ochronić alumnów przed nadmiernym wpływem protestantyzmu, przeniósł seminarium do Nysy. Seminarium zaczęli prowadzić jezuici z Nysy. W 1656 seminarium powróciło do Wrocławia, a od 1702 klerycy studiowali na powstałej wówczas dwuwydziałowej Akademii Leopoldyńskiej, później zaś na wydziale teologii katolickiej utworzonego w 1811 nowego Uniwersytetu. Aż do 1918 uniwersyteckie studium teologii trwało siedem semestrów, a następnie kandydaci do kapłaństwa wstępowali na rok do Alumnatu wrocławskiego, aby bezpośrednio przygotować się do pracy duszpasterskiej. Studenci teologii mieszkali w konwikcie, od 1895 w nowo zbudowanym Collegium Georgianum przy pl. Katedralnym 14. Klerycy mieszkali w odbudowanym w 1731 Alumnacie na Ostrowie Tumskim, który w związku z wydłużeniem przez Stolicę Apostolską okresu formacji do 6 lat okazał się zbyt mały. W 1935 oddano do użytku nowy Alumnat (Albertinum) na wrocławskich Karłowicach, przy obecnej ul. Przybyszewskiego.
Po wojnie seminarium zainaugurowało swoją działalność 8 października 1947. Na pierwszy rok zgłosiło się 24 alumnów. W okresie powojennym seminarium wykształciło i uformowało 1500 księży pracujących głównie w archidiecezji wrocławskiej, ale także w wielu krajach Europy i poza jej granicami.
W 1968 Stolica Apostolska erygowała Papieski Wydział Teologiczny, pozwalający rozwijać naukowy warsztat seminarium. Od 1990-2019 z inicjatywy ks. kardynała Henryka Gulbinowicza powstało, jako prekursorskie w Polsce, a drugie w Europie, przedsięwzięcie – Annus Propedeuticus, czyli specjalna formacja dla roku pierwszego. Miała ona miejsce w klasztorze pocysterskim w Henrykowie.